# Gunnar Landgren (sångare)
Ej att förväxla med musikern och kompositören Gunnar Ek (1900–1981)
Gunnar Egon Ek, känd som Gunnar Landgren, född 25 april 1914 i Helsingborgs stadsförsamling, Malmöhus län, död 3 juli 1974 i Lundby församling, Göteborg, var en svensk sångare och musiker.
Gunnar Landgren var son till skrothandlaren Otto Ek och slöjdhandlaren Olga Emilia Åkesson (omgift Schildt) samt halvbror till Leon Landgren. Han lånade sin äldre halvbrors efternamn som artistnamn. Tillsammans med denne och Thory Bernhards gav han ut ett antal skivor på 1940- och 1950-talen. Han sjöng samt spelade bas och gitarr.
Han var från 1947 till sin död gift med damfrisören Hjördis Barbro Magdalena Bartholdsson (1925–1994). Tillsammans fick de en dotter (född 1947) och en son (född 1950).
Gunnar Landgren är begravd på Kvibergs kyrkogård i Göteborg.

## Diskografi i urval
- 1949 – Underbara stunder. Tango; Då börjar livets vår. Foxtrot / Sång: Gunnar Landgren, Leon Landgrens orkester (Musica)[5]
- 1949 – Alpmusikanter. Tyrolervals; Bland Masthuggsbergen. Tyrolervals / Sång: Gunnar Landgren. Joddling: Edvin Westrell. Leon Landgrens alpmusikanter (Musica)[6]
- 1949 – Vår i Gamla Sta'n. Vals; Månsken över Hagaparken. Foxtrot / Sång: Thory Bernhards och Gunnar Landgren. Leon Landgrens orkester (Musica)[7]
- 1950 – Sanndrömmen (Slipping around). Foxtrot; Man bör vara två och helst förälskad. Foxtrot / Sång: Thory Bernhards och Gunnar Landgren. Leon Landgrens orkester (Musica)[8]
- 1950 – När man är ung och kär. Foxtrot; Här mitt emot (De l'autre côte de la rue). Vals / Sång: Gunnar Landgren. Leon Landgrens musettekvartett (Musica)[9]
- 1955 – Flyg du lilla duva; På en sjömansgrav där växer inga blommor / Gunnar Landgren. Leon Landgrens orkester (HMV)[10]